# OHLA ŽS
OHLA ŽS, a.s. je česká stavební firma se sídlem v Brně. Je nástupnickou společností někdejšího státního podniku Železniční stavitelství Brno, který vznikl v roce 1952 a zaměřoval se na výstavbu, rekonstrukce a opravy železničních tratí a budov pro Československé státní dráhy. K 1. dubnu 1992 došlo k transformaci na akciovou společnost a následnou kupónovou privatizaci. Roku 1993 se firma přejmenovala na ŽS Brno. Majoritním vlastníkem se v roce 2003 stala španělská stavební skupina OHL (Obrascón Huarte Lain), pozdější OHLA, jejíž název se promítl i do pojmenování OHL ŽS. V polovině 10. let 21. století byla firma OHL ŽS pátou největší stavební firmou v Česku. V červenci 2019 se OHL Central Europe stala 100% vlastníkem společnosti.
V roce 2021 se firma změnila na OHLA ŽS v souladu se změnou názvu mateřské skupiny.

## Realizace
V 10. letech 21. století firma realizovala např. čtvrtou největší solární elektrárnu v Česku při brněnském letišti v Tuřanech Brno Solar Park (2009–2010), podílela se na stavbě Královopolského tunelu v Brně (2008–2012), prováděla rekonstrukci podchodu pod náměstím Míru ve Zlíně (2013–2014), rekonstrukci fasády historické budovy Národního divadla v Praze (2012–2015), modernizaci železniční trati Šumperk – Jeseník – Krnov (2016), dvě Stavby roku 2016: Archeologický park v Pavlově a modernizaci železniční trati Sudoměřice – Tábor, podílela se na rekonstrukci úseků dálnice D1, opravě plzeňského železničního uzlu (2016–2018), stavěla požární stanici letištních hasičů v Karlových Varech (2016–2017). V roce 2018 získala společnost jednu z nejvýznamnějších železničních zakázek v České republice na modernizaci železniční trati Sudoměřice - Votice.

## Ekonomické výsledky
V letech 2014 a 2015 společnost vykázala ztrátu, za rok 2015 v rekordní výši přesahující půl miliardy korun. Tržby za rok 2015 vzrostly o dvě miliardy na 12,5 miliardy korun. Radikální změnou ve vedení společnosti uskutečněnou v průběhu roku 2016 dozorčí rada zareagovala na negativní vývoj profitability společnosti a na novou situaci na stavebním trhu. Nové vedení začalo striktně uplatňovat nový přístup k řízení rizik a selekci obchodních příležitostí, které jsou v souladu s nastavenou strategií. Rok 2017 byl rokem finanční stabilizace společnosti a za rok 2018 OHL ŽS, a.s. vykázala zisk 4 mil. Kč.

## Vedení
Celkem 22 let vedl společnost generální ředitel Michal Štefl, který byl též ekonomickým poradcem jihomoravského hejtmana Michala Haška. V roce 2016 Štefla nahradil Petr Brzezina. Výkonným ředitelem pro dopravní stavby byl Václav Bartoněk, od roku 2013 majitel FC Zbrojovka Brno. 1. dubna 2018 se generálním ředitelem společnosti a 1. místopředsedou představenstva stal Ing. Roman Kocúrek, který u společnosti působí na různých pozicích již 20 let.